# Лејла Хатами
Лејла Хатами (перс. لیلا حاتمی; рођена 30. септембра 1972. у Техерану) је иранска глумица, кћерка редитеља Алија Хатамија и глумице Захре Кошкам, а супруга глумца Алија Мосафа.

## Образовање
Након завршене средње школе, одлази у Лозану на студије електротехнике. После две године, прелази на студије француске књижевности, након чега се враћа у Иран.

## Каријера
Леја Хатами је имала неколико кратких појављивања у филмовима свог оца. Прва главна улога јој је била у филму Лејла из 1996. године који је режирао Дриуш Мехрџуи. Добила је почасну диплому за најбољу глумицу на 15. филмском фестивалу Фајр у Техерану.
Њена улога у филму Напуштена станица 2002. године јој је донела награду за најбољу глумицу на 26. филмском фестивалу у Монтреалу. Лејла се појављује у првом филму који је режирао њен супруг Али Мосафа 2005. године Портрет далеке жене. У филму Развод - Надер и Симин Ашгара Фархадија, тумачи улогу Симин за коју добија Сребрног медведа на фестивалу у Берлину 2011. године. На фестивалу Кустендорф 2012. године је члан жирија.

## Филмови
- , 1984.
- , 1992.
- Лејла, 1996.
- , 1998.
- Микс, 2000.
- ("Енглеска врећа"), 2000. (тв серија)
- ("Вода и ватра"), 2001.
- ("Заслађена мармелада"), 2001.
- (Низина), 2001.
- ("Напуштена станица"), 2002.
- ("Портрет далеке жене"), 2005.
- ("Сезонска салата"), 2005.
- , 2005.
- ("Песник пропалога"), 2005.
- Развод - Надер и Симин, 2011.